# Lewis Bennett

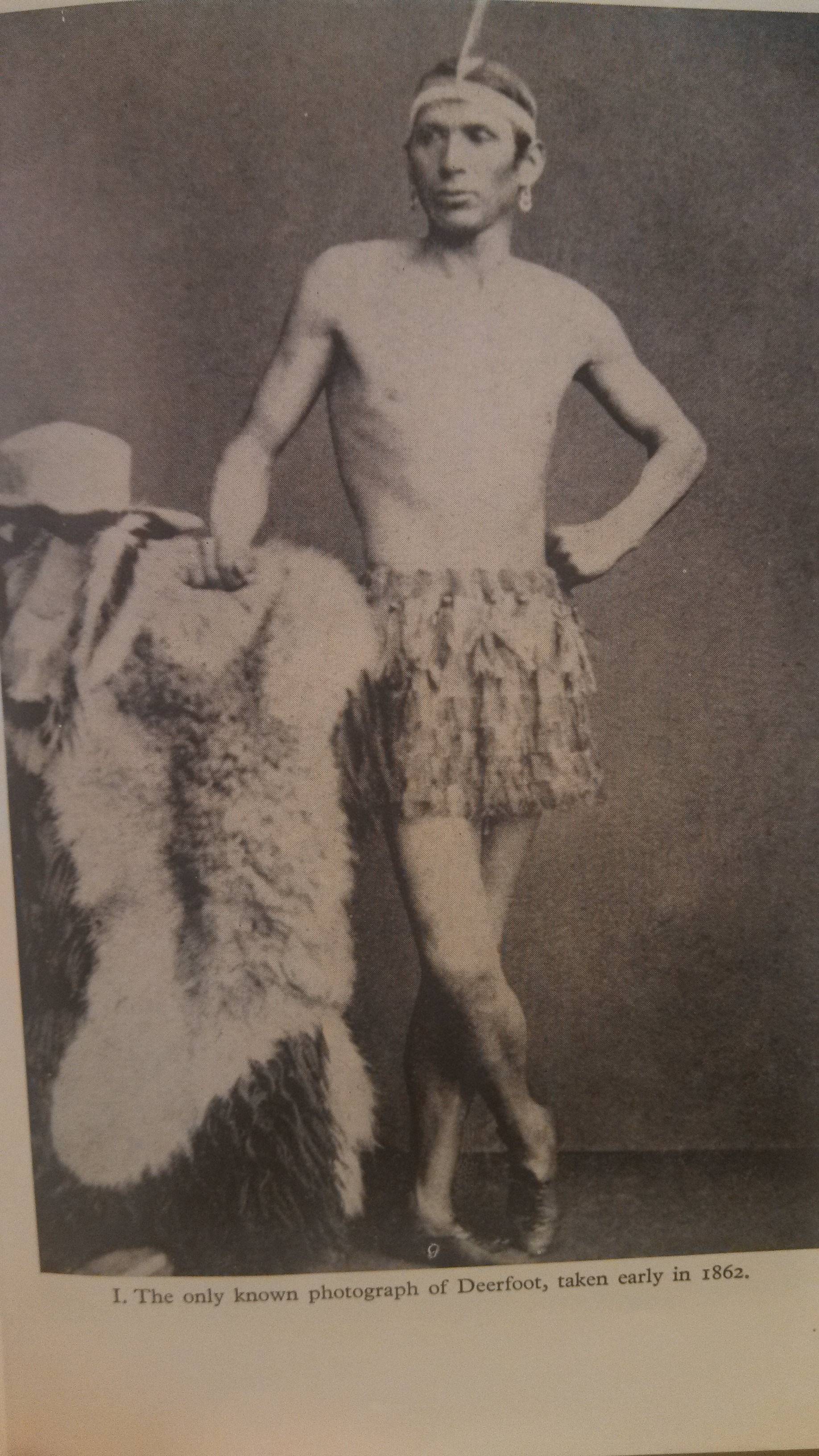
Lewis Bennett „Deerfoot“ (1828–1896)

Lewis Bennett „Deerfoot“ (* 1828; † 18. Januar 1896) war ein US-amerikanischer Langstreckenläufer.
Bennett stammte aus dem Bundesstaat New York. Er war indianischer Abstammung und wuchs im Cattaragus-Reservat als Mitglied des Stammes der Seneca auf. Die Seneca galten als gute Langstreckenläufer und so durchlief auch Bennett deren traditionelles Trainingsprogramm.
Im Jahre 1861 entdeckte ein englischer Promoter sein Talent und nahm ihn mit nach Großbritannien. Hier trat Bennett gegen die besten Läufer seiner Zeit an. Durch seine überragenden Leistungen sowie seine ungewöhnliche Sportbekleidung, bestehend auf einem Lendenschurz aus Wolfsleder und einem Stirnband mit Feder, wurde er schnell zum Publikumsmagneten. Seine Lauftaktik bestand darin, Anfangs zur Spitze des Feldes aufzuschließen, sich dann zurückfallen zu lassen und erst zum Ende des Rennens nach vorne zu stürmen.
Am 27. Oktober des Jahres 1862 stellte er einen Rekord im Stundenlauf mit 11 Meilen und 720 Yards auf, den er im Jahr 1863 noch dreimal verbesserte. Der letzte Rekord mit 18.589 Metern vom 3. April 1863 hatte 34 Jahre Bestand.